# Schizomyia
Schizomyia is een muggengeslacht uit de familie van de galmuggen (Cecidomyiidae).

## Soorten
- S. altifila (Felt, 1907)
- S. caryaecola Felt, 1908
- S. eupatoriflorae (Beutenmüller, 1907)
- S. galiorum Kieffer, 1889
- S. impatientis (Osten Sacken, 1862)
- S. macrofila (Felt, 1907)
- S. novoguineensis Kolesik, 2014
- S. petiolicola Felt, 1908
- S. racemicola (Osten Sacken, 1862)
- S. rivinae Felt, 1908
- S. rubi (Felt, 1907)
- S. speciosa Felt, 1914
- S. tami Kieffer, 1902
- S. umbellicola (Osten Sacken, 1878)
- S. viburni Felt, 1908
- S. viticola (Osten Sacken, 1862)
- S. vitiscoryloides (Packard, 1869)
- S. vitispomum (Osten Sacken, 1878)